# Capolinea (Rancore & DJ Myke)
Capolinea è un brano musicale di Rancore e DJ Myke, contenuto nell'album Silenzio.
Del brano è stato realizzato un video musicale uscito il 15 ottobre 2012 su YouTube.

## La canzone
La canzone narra le storie di diversi ragazzi le quali sono collegate fra la prima e la seconda strofa. La base è costituita principalmente da una chitarra acustica e, nel ritornello, da un arpeggio di sintetizzatore.

## Il video
Il video è stato diretto da soundofcigarette (Thomas Derton & Luca Sorgato). Le riprese sono state effettuate principalmente in una stanza e su un autobus.